# Eisbären Bremerhaven
O Eisbären Bremerhaven é um clube profissional alemão que atualmente disputa a ProA. Sua sede está na cidade de Bremerhaven, Estado de Bremen e sua arena é a Bremerhaven Stadthalle com 5.000 lugares.